# Zebince, Vladičin Han
Zebince (izvirno srbsko Зебинце) je naselje v Srbiji, ki upravno spada pod Občino Vladičin Han; slednja pa je del Pčinjskega upravnega okraja.

## Demografija
V naselju živi 116 polnoletnih prebivalcev, pri čemer je njihova povprečna starost 61,3 let (60,7 pri moških in 61,9 pri ženskah). Naselje ima 57 gospodinjstev, pri čemer je povprečno število članov na gospodinjstvo 2,12.
To naselje je popolnoma srbsko (glede na rezultate popisa iz leta 2002), a v času zadnjih treh popisov je opazno zmanjšanje števila prebivalcev.
|  |

| Demografija | Demografija     | Demografija     |
| Leto        | Št. prebivalcev | Št. prebivalcev |
| ----------- | --------------- | --------------- |
|             |                 |                 |
|             |                 |                 |
|             |                 |                 |
|             |                 |                 |
| 1948        | 420             |                 |
| 1953        | 414             |                 |
| 1961        | 424             |                 |
| 1971        | 380             |                 |
| 1981        | 285             |                 |
| 1991        | 190             | 190             |
| 2002        | 121             | 121             |
|             |                 |                 |

| Etnična sestava po popisu iz leta 2002 | Etnična sestava po popisu iz leta 2002 | Etnična sestava po popisu iz leta 2002 | Etnična sestava po popisu iz leta 2002 | Etnična sestava po popisu iz leta 2002 |
| -------------------------------------- | -------------------------------------- | -------------------------------------- | -------------------------------------- | -------------------------------------- |
| Srbi                                   | Srbi                                   |                                        | 121                                    | 100,0%                                 |
| Neznano                                | Neznano                                |                                        | 0                                      | 0,0%                                   |